# 선진시내버스
선진시내버스(先進市內버스)는 선진그룹 버스사업부문 계열의 버스 운송 업체이다. 본사는 경기도 포천시 이동면 도평리이다. 같은 선진그룹 버스사업부문 계열의 포천교통과 함께 포천시 관내 버스노선을 분담하여 운행하고있다. 선진시내버스는 2004년 영종여객을 선진그룹 버스사업부문에서 인수하여 사명을 선진고속으로 변경, 시내버스 노선을 '선진고속 시내사업부'로 표기하여 운행하다가 선진시내버스로 분사 (分社)하였다. 버스 외부에는 '선진시내버스' 또는 '선진시내'라는 이름을 붙이고 있다.

## 연혁
- 2004년 9월 17일: 경기도 포천시 이동면 도평리에서 신북운수 주식회사로 설립.
- 2004년 9월 21일: 회사명을 산정운수 주식회사로 변경.
- 2005년 5월 30일: 선진고속 시내사업부가 분사하여 현 명칭인 선진시내버스 주식회사로 변경.
- 2006년: 선진상운의 7번 (도평리->광릉내) 노선을 인수.
- 2008년 2월 18일: 서울특별시 강북구 미아동 35-4에 서울지점 설치.
- 2009년 12월 1일: 11번 노선을 KD운송그룹에 매각.
- 2010년 3월 2일: 좌석버스 138-3번 (대진대~창동역) 노선을 신설.
- 2011년 11월 27일: 좌석버스 138-3번이 경동시장으로 연장.
- 2012년 4월 23일: 광역버스 3800번을 신설하고 좌석버스 138-3번이 광역버스 3200번으로 형간전환.
- 2012년 6월 19일: 시내버스 70번 (아프리카문화원~노원역) 노선이 개통.
- 2012년 11월: 시내버스 70번 (아프리카문화원~이동교5리) 구간단축
- 2013년 3월: 시내버스 70번 (직동리~이동교5리) 구간 다시 연장
- 2013년 2월 18일: 3100번 노선을 분할해 포천시내까지 진입하는 3100-1번 노선 신설.
- 2013년 12월 28일: 시내버스 70번과 3200번 노선을 개편해 3200번을 직동리↔왕십리, 3201번을 대진대↔청량리 노선으로 개편.
- 2013년 3월 10일: 광역버스 3800번이 폐선되고 좌석버스 138-7번으로 대체.
- 2014년 1월 23일: 3200번 노선과 3201번 노선의 번호를 서로 맞바꿈.
- 2014년 8월 20일: 광역버스 3201번에서 3500번으로 노선변경 양주시, 녹양역, 경민대학을 경유.
- 2014년 2월 17일: 좌석버스 138-9번 노선이 폐선되어 138-6번 노선에 통합.
- 2014년 9월 22일: 광역버스 3600번 노선이 신설.
- 2014년 12월 8일: 광역버스 3600번 노선이 민락2지구까지 연장 및 드림벨리아파트 미경유로 변경.
- 2014년 12월 30일: 광역버스 3500번 노선의 경민대학 경유 구간이 의정부터미널 경유로 변경.
- 2015년 2월 10일: 광역버스 3500번 노선이 양주시를 경유하던 것에서 송우리 경유로 변경.
- 2015년 3월 2일: 시내버스 88번 노선을 포천교통으로 이관.
- 2015년 8월 1일: 시내버스 72-3번 노선을 포천교통에서 양도받고 좌석버스 138-6번 노선을 포천교통으로 이관.
- 2015년 9월 1일: 광역버스 3200번 노선의 태릉.공릉~석계역 구간이 하계역~동부간선도로 경유로 변경.
- 2015년 10월 1일: 광역버스 3500번 노선의 장한평역~왕십리역 구간이 군자교~건대입구역 경유로 변경.
- 2015년 10월 29일: 광역버스 3600번 노선의 의정부 홈플러스 경유 구간이 의정부성모병원~금오초교 경유로 변경.
- 2015년 11월 13일: 좌석버스 138-8번 노선이 폐선되어 138-5번 노선에 통합.
- 2016년 3월 14일: 광역버스 3100-1번 신설 노선 운행.
- 2016년 12월 20일: 시내버스 11번 반월아트홀~일동터미널 구간 신설 운행
- 2017년 8월 1일: 광역버스 3600번이 민락2지구에서 축석령휴게소 종점 연장운행
- 2017년 11월 1일: 시내버스 5번, 5-1번, 5-2번이 노선폐지되었음
- 2018년 3월 1일 ~ 6월 30일: 경기도청북부청사 리모델링 공사으로 인하여 홈플러스 ~ 천보중학교 방향으로 우회 운행(3100번, 72-3번)
- 2019년 1월 28일: 광역버스 3600번 호국로 무정차, 의정부성모병원~꽃동네(금오로) 구간은 미경유
- 2019년 2월 1일 : 광역버스 3500번과 3600번 장암주공2단지 추가정차
- 2019년 7월 15일 : 광역버스 3600번 산들마을2단지와 시외버스정류장 사이 의정부경전철 '효자역' 정류장이 신설되어 여기에도 추가정차
- 2019년 9월 2일 : 좌석버스 138-7번 폐선후 포천~도평리구간을 시내버스 12번 대체 및 신설운행
- 2020년 4월 1일 : 광역버스 3600번 이동교3리 포천공구단지에서 설운3통.여단앞으로 기점 연장
- 2020년 8월 1일 : 광역버스 3600번이 강남역 막차 시각이 01:35로 변경됨
- 2023년 3월 30일 : 시내버스 200번 신설(전세버스운영)
- 2024년 1월 1일 : 138-5번버스가 경기도형 준공영제인 시내버스 공공관리제를 시행

## 현황
2021년 1월 기준이다.
| 운행업체            | 보유 노선수 | 보유 노선수 | 보유 노선수 | 보유 노선수 | 보유 노선수 | 등록 대수 | 등록 대수 | 등록 대수 | 등록 대수 | 등록 대수 |
| ------------------- | ----------- | ----------- | ----------- | ----------- | ----------- | --------- | --------- | --------- | --------- | --------- |
| 운행업체            | 노선 합계   | 광역급행    | 직행좌석    | 일반좌석    | 시내일반    | 대수 합계 | 광역급행  | 직행좌석  | 일반좌석  | 시내일반  |
| 선진시내버스 (선진) | 22          | -           | 4           | 1           | 17          | 107       | -         | 58        | 10        | 39        |

## 노선

### 도시형버스
- ● 7번: 일동터미널 ↔ 유동리 ↔ 화현리 ↔ 명덕리 ↔ 소학리 ↔ 내촌 ↔ 광릉내 (이 노선은 선진상운에서 받은 노선이다.)
- ● 7-1번: 도평리 ↔ 일동 ↔ 화현리 ↔ 봉수리 ↔ 소학리 ↔ 베어스타운 ↔ 마영1리 ↔ 접동마을 ↔ 광릉내
- ● 8번 : 자작1통.마을회관 ↔ 선단5통.마을회관 ↔ 대진대 ↔ 어룡1통 ↔ 포천시보건소 ↔ 가채리 ↔ 수영장입구 (2024년 11월 29일부로 노선연장)
- ● 9번 : 청소년교육문화센터 ↔ 고운마을 ↔ 송우리 ↔ 정교리 ↔ 금현리 ↔ 너베기 ↔ 가산면행정복지센터
- ● 9-1번 : 청소년교육문화센터 ↔ 고운마을 ↔ 송우리 ↔ 정교리 ↔ 금현3리.대대울 (9번 차량으로 운행)
- ● 9-2번 : 청소년교육문화센터 ↔ 고운마을 ↔ 송우리 ↔ 정교리 ↔ 금현리 ↔ 금현1리.마을회관 (9번 차량으로 운행)
- ● 10번 : 산정호수.상동주차장 ↔ 몽베르컨트리클럽 ↔ 운천5리 ↔ 영북농협 ↔ 대회산리 ↔ 한탄강하늘다리주차장
- ● 10-1번 : 산정호수.상동주차장 ↔ 몽베르컨트리클럽 ↔ 운천5리 ↔ 영북농협 ↔ 문암삼거리 (10번 차량으로 운행)
- ● 10-2번 : 선단4통.장승거리 ↔ 어룡2통 ↔ 포천시청 ↔ 가채2리 ↔ 금주5리 ↔ 양문 ↔ 성동5리 ↔ 영북중학교 ↔ 운천 ↔ 몽베르컨트리클럽 ↔ 산정호수.상동주차장 (10번 차량으로 운행)
- ● 11번: 포천행복주택.대광로제비앙입구 ↔ 포천시청 ↔ 가채2리 ↔ 만세교 ↔ 길명2리 ↔ 일동터미널 ↔ 운담사거리 (2016년 12월 20일 신설. 저상버스 운행)
- ● 11-1번 : 포천행복주택.대광로제비앙입구 ↔ 포천시청 ↔ 가채2리 ↔ 유보섬유 ↔ 금주리 ↔ 지현리 ↔ 별말 ↔ 국군포천병원 ↔ 일동터미널 ↔ 운담사거리 (11번 차량으로 운행)
- ● 12번: 도평리 ↔ 이동 ↔ 연곡리 ↔ 화대리 ↔ 일동 ↔ 길명리 ↔ 만세교 ↔ 포천시보건소 ↔ 유한아파트 ↔ 포천행복주택.대광로제비앙입구  (2019년 9월 2일 신설)
- ● 33번: 소학리 ↔ 베어스타운 ↔ 내촌 ↔ 진목리 ↔ 가산 ↔ 송우리터미널 ↔ 이동교4리 대방아파트 ↔ 이동교3리 무봉리 ↔ 이동교5리,축석검문소 ↔ 가톨릭대학교 의정부성모병원 ↔ 의정부버스터미널 ↔ 의정부역.흥선지하차도 (의정부시 자금동육교 미정차)
- ● 66번: 포천시청 ↔ 직두삼거리 ↔ 유교2리 ↔ 가산삼거리 ↔ 시우동미곡처리장 ↔ 송우시장사거리.우리병원 ↔ 대경중학교 ↔ 초가팔2리 마을회관
- ● 66-1번 : 포천고등학교 ↔ 가채리 ↔ 만세교 ↔ 지현교 ↔ 명덕리 ↔ 화현리 ↔ 유동2리 ↔ 일동터미널
- ● 72-3번: 반월아트홀.여성회관 ↔ 코스미아파트 ↔ 포천시청 ↔ 자작2통 군단앞 ↔ 대진대학교 ↔ 설운3통,여단앞 ↔ 주공3단지.태봉마을 ↔ 영화아파트 ↔ 이동교2리 부인터 ↔ 이동교5리 축석검문소 ↔ 가톨릭대학교 의정부성모병원 ↔ 홈플러스 금오점 ↔ 드림밸리아파트 ↔ 의정부버스터미널 ↔ 의정부역 흥선지하차도 ↔ 회룡역 ↔ 망월사역3번출구 ↔ 도봉산역 ↔ 방학동신동아타워 (이 노선은 포천교통에서 받은 노선이다.) (저상버스 운행)
- ● 200번: 선단3통 ↔ 대진대학교 ↔ 선단4통.장승거리 ↔ 선단초등학교 ↔ 설운1통 ↔ 동교3통마을회관 ↔ 해룡마을 ↔ 선단동체육센터 (2023년 3월 30일 신설, 전세버스 운행)
- ● 201번: 덕둔2리.목장 ↔ 농협하나로마트 ↔ 갈월2리.새마을 ↔ 하심곡.우신아파트 ↔ 신북면행정복지센터.포천아트밸리 (전세버스 운행)

### 일반좌석버스
- ● 138-5번: 도평리 ↔ 노곡리 ↔ 일동 ↔ 길명리 ↔ 만세교 ↔ 신북대교 ↔ 포천시청 ↔ 자작2통.군단앞 ↔ 대진대학교 ↔ 송우리터미널 ↔ 소흘읍사무소 ↔ 이동교4리 대방아파트 ↔ 이동교3리 무란마을 ↔ 이동교5리,축석검문소 ↔ 가톨릭대학교 의정부성모병원 ↔ 의정부버스터미널 ↔ 의정부역.흥선지하차도 (의정부시 자금동육교 미정차, 2024년 1월 1일부터 경기도형 준공영제 실시)

### 직행좌석버스
- ● 3100번: 대진대학교 ↔ 홈플러스 포천송우점(상) / 원일아파트, 송우5리(하) ↔ 이동교4리 대방아파트 ↔ 이동교5리, 축석검문소 ↔ 가톨릭대학교 의정부성모병원 ↔ 효자역 ↔ 경기도청북부청사 ↔ 드림밸리아파트, 새말역 ↔ 의정부버스터미널 ↔ 장암주공5단지 ↔ 수락산역 ↔ 마들역 ↔ 도봉면허시험장 ↔ 하계역 ↔ 공릉역 ↔ 태릉입구역 ↔ 석계역(양재역 방향만 경유) ↔ 동부간선도로 ↔ 성수대교, 올림픽대로 (양재 방향) / 한남대교, 강변북로 (대진대 방향) ↔ 신사역 ↔ 신논현역 ↔ 논현역 ↔ 강남역 ↔ 우성아파트 ↔ 뱅뱅사거리 ↔ 양재역 신한은행 (2008년 4월 개통 초기에 의정부-강남 간 시외버스로 운행, 2008년 9월 1일 현재의 대진대학교 연장 및 직행좌석으로 변경, 노원역 미경유, 2층 버스 운행중)
- ● 3200번: 반월아트홀,여성회관 ↔ 유한아파트 ↔ 대진대학교 ↔ 홈플러스 포천송우점(상) / 원일아파트, 송우5리(하) ↔ 이동교2리 포천공구단지 ↔ 이동교5리 축석검문소 ↔ 가톨릭대학교 의정부성모병원 ↔ 의정부버스터미널 ↔ 장암주공5단지 ↔ 수락산역 ↔ 도봉면허시험장 ↔ 마들역 ↔ 하계역 ↔ 동부간선도로 ↔ 시조사삼거리 ↔ 청량리역 ↔ 제기동역 ↔ 현대코아 (구 138-3번 / 2012년 12월 10일 왕십리역까지 연장, 노원역 미경유[2])
- ● 3500번: 대진대학교 ↔ 차의과대학교 ↔ 주공3단지.태봉마을 ↔ 홈플러스 포천송우점(상) / 원일아파트, 송우5리(하) ↔ 이동교4리, 대방아파트 ↔ 이동교5리, 축석검문소 ↔ 의정부성모병원 ↔ 의정부버스터미널 ↔ 장암주공2단지 ↔ 수락산역 ↔ 마들역 ↔ 도봉면허시험장 ↔ 하계역 ↔ 공릉역 ↔ 태릉입구역 ↔ 석계역(건대입구역 방향만 경유) ↔ 동부간선도로 ↔ 능동사거리 ↔ 어린이대공원역 ↔ 건대입구역 (2014년 8월 20일 신설, 구 70번 -> 3201번, 노원역 미경유)
- ● 3600번: 설운3통.여단앞 ↔ 송우6리 시장 ↔ 소흘읍사무소 ↔ 이동교2리, 포천공구단지 ↔ 이동교5리 축석검문소(상) / 축석고개(하) ↔ 민락2지구 ↔ 효자역 ↔ 의정부시외버스터미널 ↔ 장암주공2단지 ↔ 수락산역 ↔ 마들역 ↔ 도봉면허시험장 ↔ 하계역 ↔ 공릉역 ↔ 태릉입구역 ↔ 석계역(강남역 방향만 경유) ↔ 동부간선도로 ↔ 성수대교 (강남역 방향) / 한남대교, 강변북로 (의정부 방향) → 신구중학교 → 차병원, 언주역 → 역삼역 → 강남역12번출구 → 지하철 2호선, 강남역 → 논현역 → 신사역 (2014년 9월 22일 신설, 노원역 미경유, 2019년 1월 28일부터 의정부성모병원~꽃동네(금오로) 구간 미경유)

## 이전 운행 노선
- ● 5번 : 냉정리 ↔ 초과2리 ↔ 자일2리 ↔ 운천 ↔ 산정리 ↔ 산정호수
- ● 5-1번 : 관인터미널 ↔ 야미리 ↔ 만세교 ↔ 가채2리 ↔ 포천시청
- ● 5-2번 : 냉정리 ↔ 초과리 ↔ 자일2리 ↔ 양문 ↔ 포천시청 ↔ 선단동
- ● 7-2번: 도평리차고지 ↔ 일동 ↔ 화현리 ↔ 봉수리 ↔ 소학리 ↔ 베어스타운 ↔ 내촌 ↔ 마명리 ↔ 광릉내 (2024년 12월 1일부로 폐선)
- ● 11번: 소학리차고지 ↔ 베어스타운 ↔ 내촌 ↔ 광릉내 ↔ 장현 ↔ 내각리 ↔ 퇴계원 ↔ 퇴계원 나들목 ↔ 수도권제1순환고속도로 (구리요금소) ↔ 토평 나들목 ↔ 광나루역 ↔ 강변역 (동서울종합버스터미널) (구 1001번) (2009-12-01 선진상운(경기버스)과 함께 KD운송그룹에 매각된 후 2010-07-10 직행좌석버스으로 전환후 운행)
- ● 11-2번 : 반월아트홀 ↔ 포천시청 ↔ 가채2리 ↔ 경복대학(11번으로 통합)
- ● 15번: 소학리차고지 ↔ 베어스타운 ↔ 내촌 ↔ 진목리 ↔ 가산 ↔ 송우리터미널 ↔ 이동교2리, 부인터 ↔ 이동교5리,축석검문소 ↔ 가톨릭대학교 의정부성모병원 ↔ 의정부버스터미널 ↔ 의정부역 흥선지하차도 (33번에 통합)
- ● 20번: 대경중학교 ↔ 송우리 ↔  이가팔리 ↔ 고모리 ↔ 금현리 ↔ 가산면사무소 ↔ 마산리 ↔ 너배기 (2014년 12월경 폐선, 9-1번이 대체)
- ● 20-1번: 대경중학교 ↔ 가산면 행정복지센터 (20번에서 분리후 2014년 12월경 최종폐선)
- ● 33-1번: 일동 ↔ 서파 ↔ 내촌 ↔ 방축리 ↔ 송우리터미널 ↔ 이동교2리, 부인터 ↔ 이동교5리,축석검문소 ↔ 가톨릭대학교 의정부성모병원 ↔ 의정부버스터미널 ↔ 의정부역 흥선지하차도 (33번에서 분리 후 최종폐선)
- ● 66-2번: 일동터미널 ↔ 화현리 ↔ 만세교 ↔ 신포천아파트 ↔ 포천시청 ↔ 선단동 ↔ 송우리홈플러스
- ● 70번: 봉선사입구 ↔ 국립수목원 ↔ 직동리 ↔ 이곡리 ↔ 무림리 ↔ 이동교5리 축석검문소 ↔ 가톨릭대학교 의정부성모병원 ↔ 의정부버스터미널 ↔ 장암역 ↔ 수락산역 ↔ 마들역 ↔ 상계주공7단지, 광림교회 ↔ 노원역 9번출구 (도시형버스, 2012-06-19 ~ 2013-12-28, 광역버스 3201번이 형간전환 후, 왕십리역으로 연장)
- ● 71번 : 산정호수 ↔ 운천 ↔ 양문 ↔ 신포천아파트 ↔ 신북면사무소 ↔ 포천시청 ↔ 포천고등학교 ↔ 어룡2통 ↔ 대진대 ↔ 선단동 ↔ 너베기 ↔ 감암리
- ● 71-1번: 산정호수 ↔ 운천 ↔ 양문 ↔ 신포천아파트 ↔ 신북면사무소 ↔ 포천시청 ↔ 포천고등학교 ↔ 어룡2통 ↔ 대진대 ↔ 하송우리 ↔ 너베기 ↔ 감암리 ↔ 방축리 ↔ 하송우리 ↔ 송우리시장 ↔ 송우리홈플러스
- ● 88번: 포미재아파트 ↔ 포천고등학교 ↔ 대진대학교 ↔ 송우리터미널 ↔ 이동교2리, 부인터 ↔ 이동교5리,축석검문소 ↔ 가톨릭대학교 의정부성모병원 ↔ 의정부버스터미널 ↔ 의정부역 (2015년 3월 2일부터 포천교통으로 양도)
- ● 88-1번: 차의과학대 ↔ 송우리터미널 ↔ 이동교2리, 부인터 ↔ 이동교5리,축석검문소 ↔ 의정부버스터미널 ↔ 의정부역 흥선지하차도 (88번 분리후 최종폐선)
- ● 138-3번: 대진대 ↔ 송우리터미널 ↔ 이동교2리, 부인터 ↔ 이동교5리,축석검문소 ↔ 의정부버스터미널 ↔ 장암역 ↔ 수락산역 ↔ 마들역 ↔ 대림아파트, 상계주공7단지 ↔ 노원구청 ↔ 창동역 1번출구 (노원역 미경유, 2011.12.17 경동시장으로 노선연장후, 2012-04-23 광역버스 3200번으로 형간전환)
- ● 138-6번: 산정호수 ↔ 운천 ↔ 양문 ↔ 만세교 ↔ 포천시청 ↔ 송우리터미널 ↔ 이동교2리, 부인터 ↔ 이동교5리,축석검문소 ↔ 가톨릭대학교 의정부성모병원 ↔ 의정부버스터미널 ↔ 의정부역 흥선지하차도 (138-9번과 통합. 2015년 8월 1일부로 포천교통으로 양도후 2019년 7월 11일부터 직행좌석버스 1386번으로 전환후 운행)
- ● 138-7번: 도평리차고지 ↔ 수입리 ↔ 일동 ↔ 만세교 ↔ 포천시청 ↔ 송우리터미널 ↔ 이동교2리, 부인터 ↔ 이동교5리,축석검문소 ↔ 가톨릭대학교 의정부성모병원 ↔ 의정부버스터미널 ↔ 의정부역, 흥선지하차도 (구 660-1번. 2019년 9월 2일부터 폐선후 포천 ~ 도평리구간은 12번 대체운행)
- ● 138-8번: 도평리차고지 ↔ 노곡리 ↔ 일동 ↔ 만세교 ↔ 포천시청 ↔ 송우리터미널 ↔ 이동교2리, 부인터 ↔ 이동교5리,축석검문소 ↔ 가톨릭대학교 의정부성모병원 ↔ 의정부버스터미널 ↔ 의정부역 흥선지하차도 (포천시보건소 경유) (138-5번 분리후 다시 138-5번에 통합)
- ● 138-9번: 산정호수 ↔ 양문공단 ↔ 포천시청 ↔ 송우리터미널 ↔ 이동교2리, 부인터 ↔ 이동교5리,축석검문소 ↔ 의정부버스터미널 ↔ 의정부역 흥선지하차도(2014년 2월 17일부터 폐선후 138-6번 통합)
- ● 660번: 포천고등학교 ↔ 만세교 ↔ 일동 ↔ 사이판 ↔ 도평리 (138-7번에 통합)
- ● 660-1번: 포천고등학교 ↔ 만세교 ↔ 일동 ↔ 이동 ↔ 도평리 (660번 분리후 최종으로 138-7번에 통합)
- ● 1001번: 소학리차고지 ↔ 베어스타운 ↔ 내촌 ↔ 광릉내 ↔ 장현 ↔ 내각리 ↔ 퇴계원 ↔ 퇴계원 나들목 ↔ 수도권제1순환고속도로 (구리요금소) ↔ 토평 나들목 ↔ 광나루역 ↔ 강변역 (동서울종합버스터미널) (도시형버스 11번으로 전환. 이후 경기버스에 양도)
- ● 3100-1번: 차의과학대학교 ↔ 대진대학교 ↔ 송우리 ↔ 축석검문소 ↔ 가톨릭대학교 의정부성모병원 ↔ 경기도청 북부청사 ↔ 의정부버스터미널 ↔ 수락산역 ↔ 마들역 ↔ 도봉면허시험장 ↔ 하계역 ↔ 공릉역 ↔ 태릉입구역 ↔ 석계역(양재역 방향만 경유) ↔ 동부간선도로 ↔ 성수대교, 올림픽대로 (양재 방향) / 한남대교, 강변북로 (대진대 방향) ↔ 신사역 ↔ 신논현역 ↔ 논현역 ↔ 강남역 ↔ 우성아파트 ↔ 뱅뱅사거리 ↔ 양재역 (2016-03-14일 신설노선, 출퇴근 시간대만 운행, 노원역 미경유)
- ● 3201번: 직동리 ↔ 이곡리 ↔ 무림리 ↔ 이동교5리 축석검문소 ↔ 가톨릭대학교 의정부성모병원 ↔ 의정부버스터미널 ↔ 수락산역 ↔ 마들역 ↔ 도봉면허시험장 ↔ 하계역 ↔ 공릉역 ↔ 태릉입구역 ↔ 동부간선도로 ↔ 삼육서울병원 ↔ 청량리역 ↔ 제기동역 ↔ 경동시장 ↔ 용두역 (동대문구청) ↔ 성동구청 ↔ 왕십리역 (시내버스 70번 형간전환, 2013-12-29 ~ 2014-08-19.[2] 현 3500번, 노원역 미경유)
- ● 3800번: 도평리차고지 ↔ 일동 ↔ 만세교 ↔ 신북면 사무소 ↔ 포천시청 ↔ 포천고등학교 ↔ 대진대 ↔ 송우리터미널 ↔ 이동교2리, 부인터 ↔ 이동교5리,축석검문소 ↔ 가톨릭대학교 의정부성모병원 ↔ 의정부버스터미널 ↔ 의정부역 흥선지하차도 (2012-04-23 ~ 2013-03-10, 138-7번이 대체)

## 보유 차량
| 제조사     | 차명                        | 비고                  |
| ---------- | --------------------------- | --------------------- |
| 현대자동차 | 뉴 카운티                   |                       |
| 현대자동차 | 카운티 뉴 브리즈            |                       |
| 현대자동차 | 그린시티                    |                       |
| 현대자동차 | 뉴 슈퍼에어로시티           |                       |
| 현대자동차 | 저상 뉴 슈퍼에어로시티      |                       |
| 현대자동차 | 일렉시티                    |                       |
| 현대자동차 | 유니시티                    |                       |
| 현대자동차 | 뉴 프리미엄 유니버스 프라임 |                       |
| 스카이웰   | 리오네                      |                       |
| MAN        | MAN 라이온스 더블데커       | 3100번 노선에 운행 중 |

## 갤러리

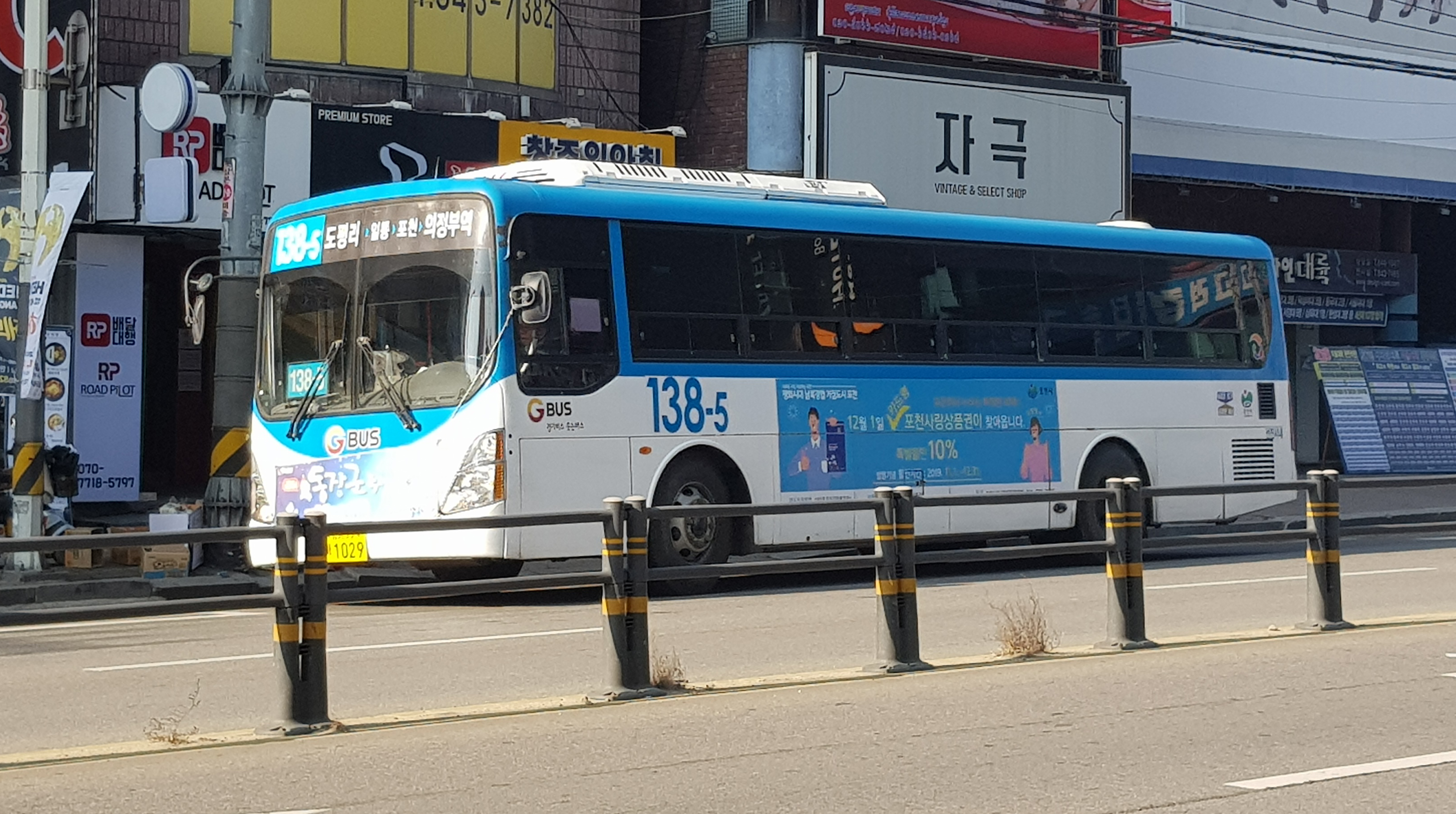
포천시내버스 138-5번
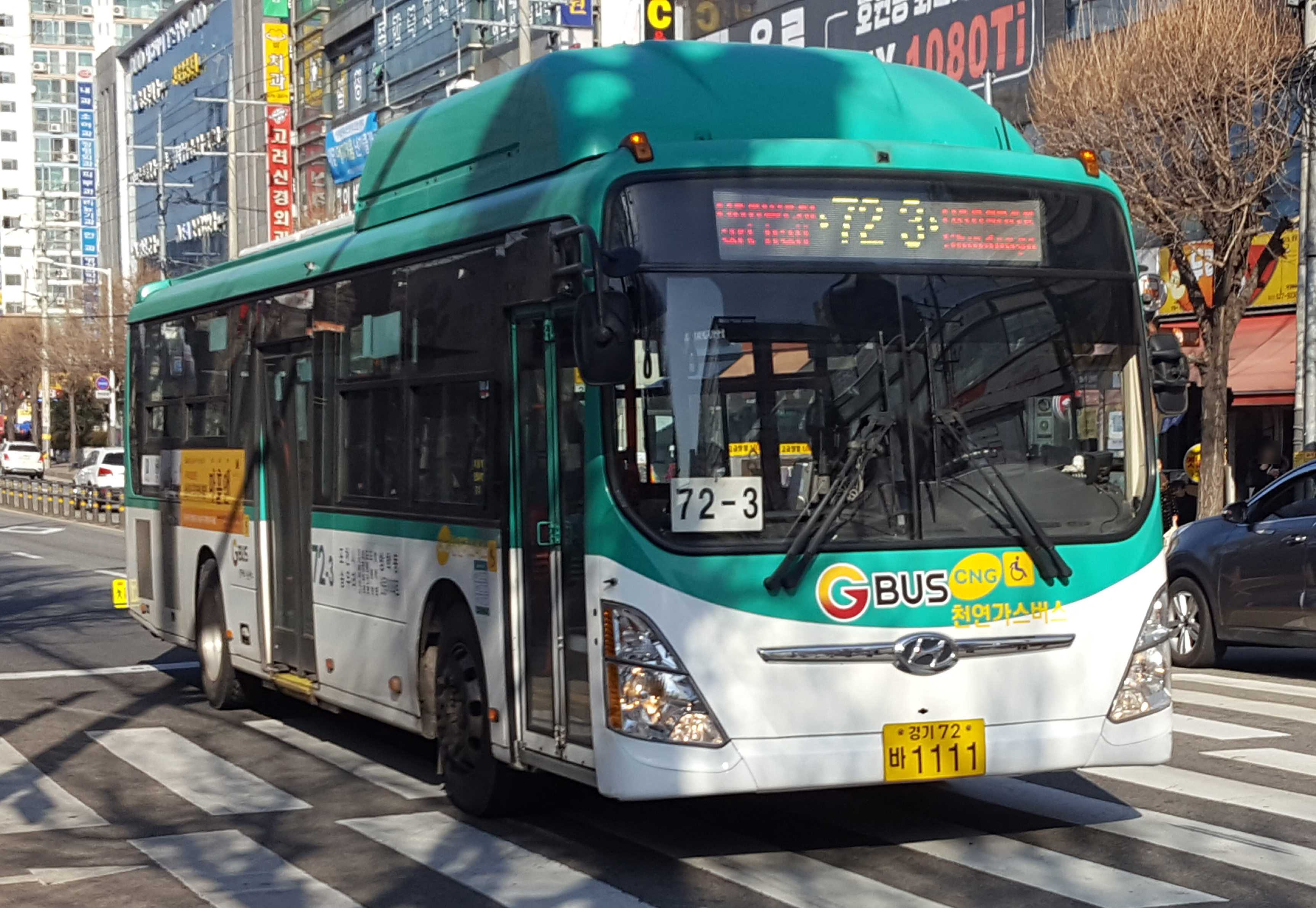
포천시내버스 72-3번
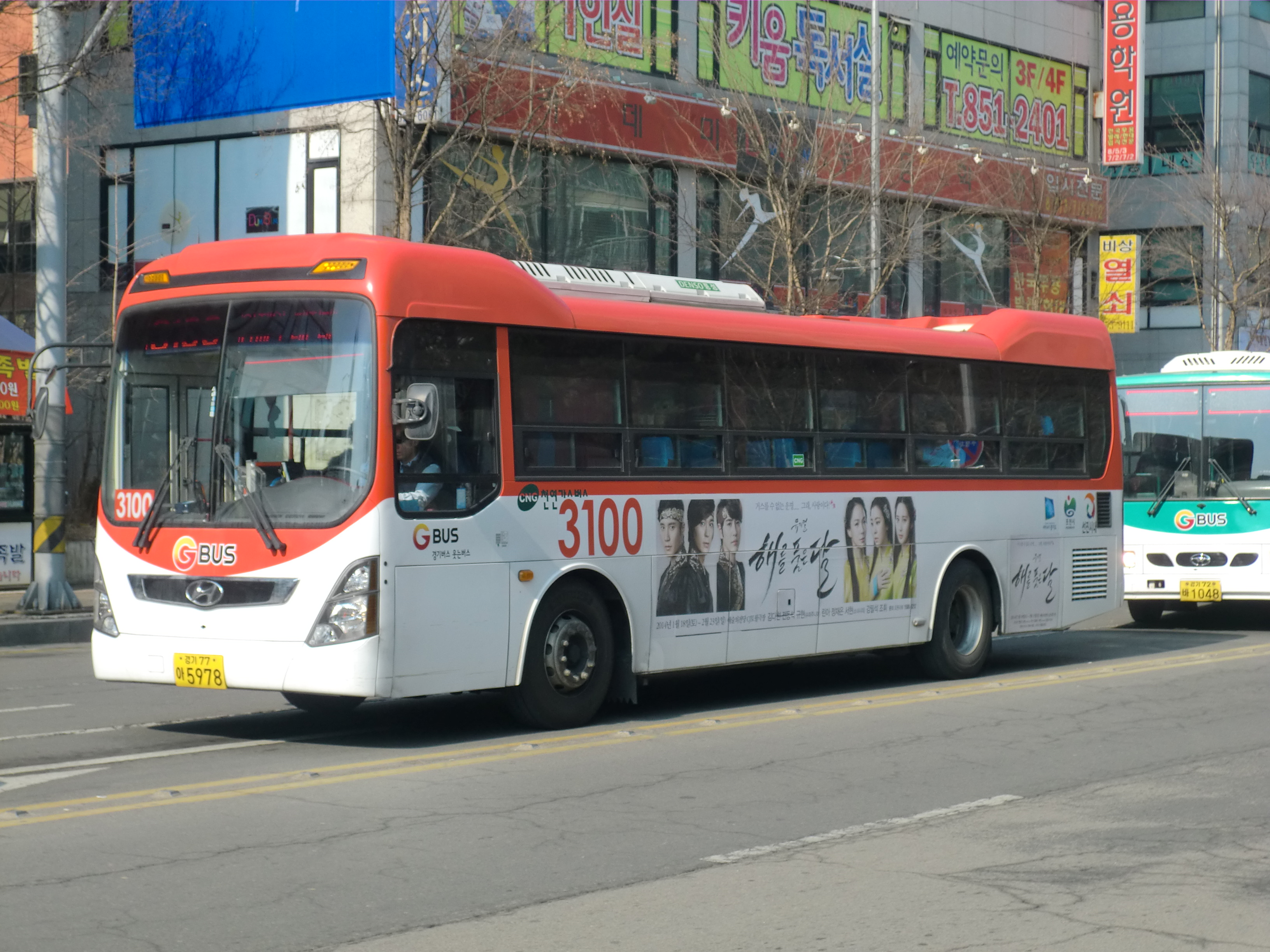
포천시내버스 3100번
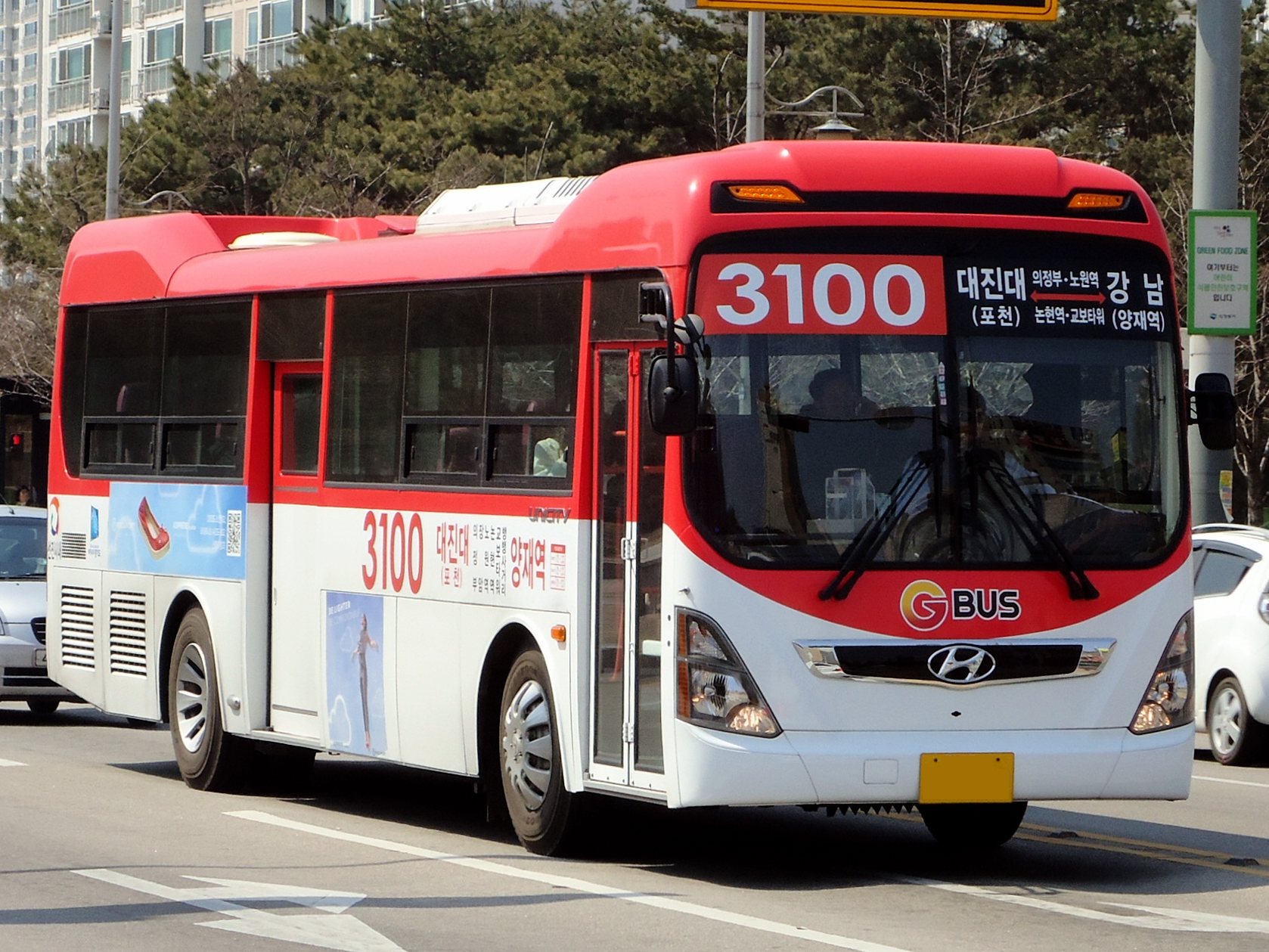
포천시내버스 3100번
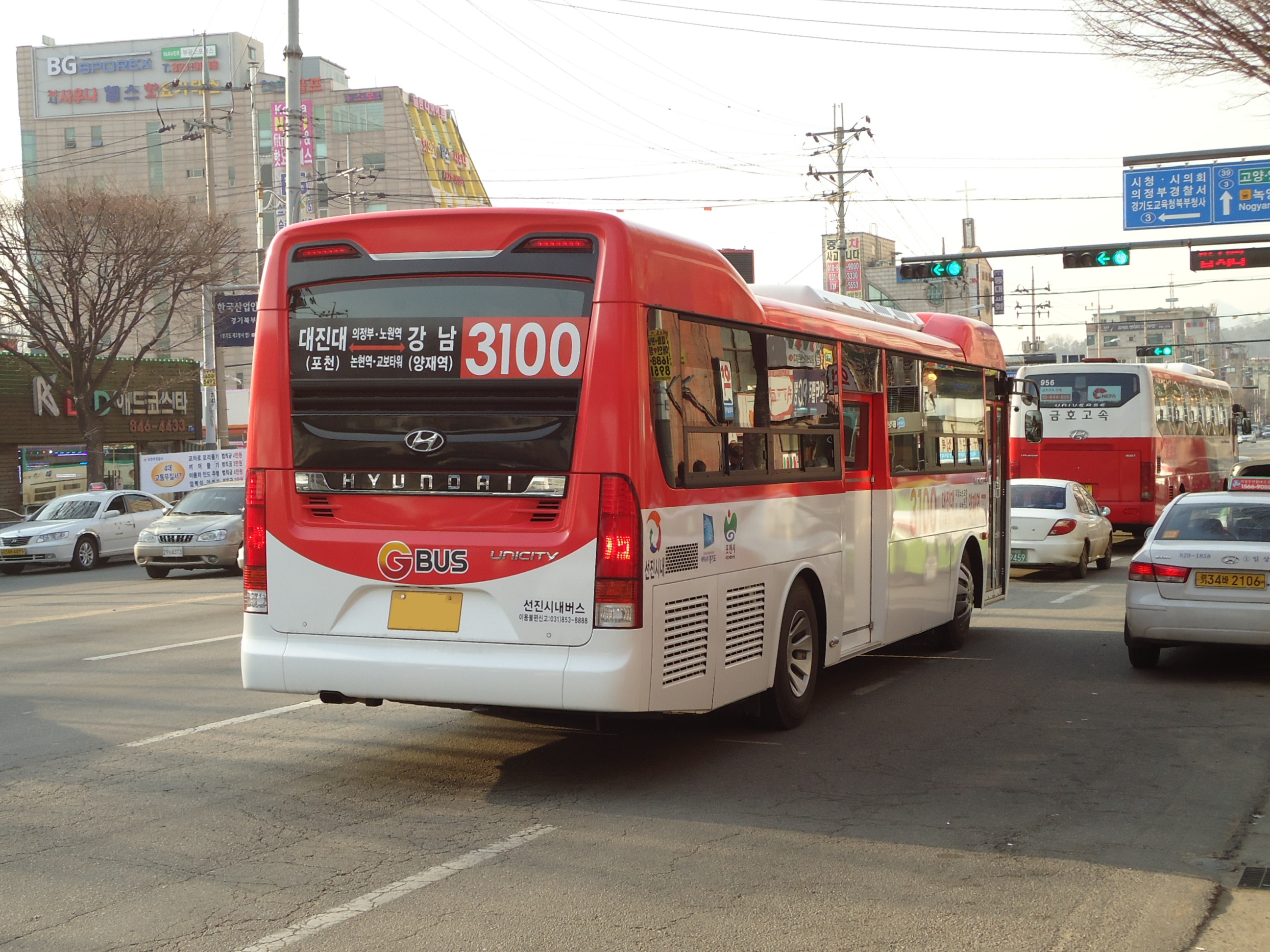
포천시내버스 3100번
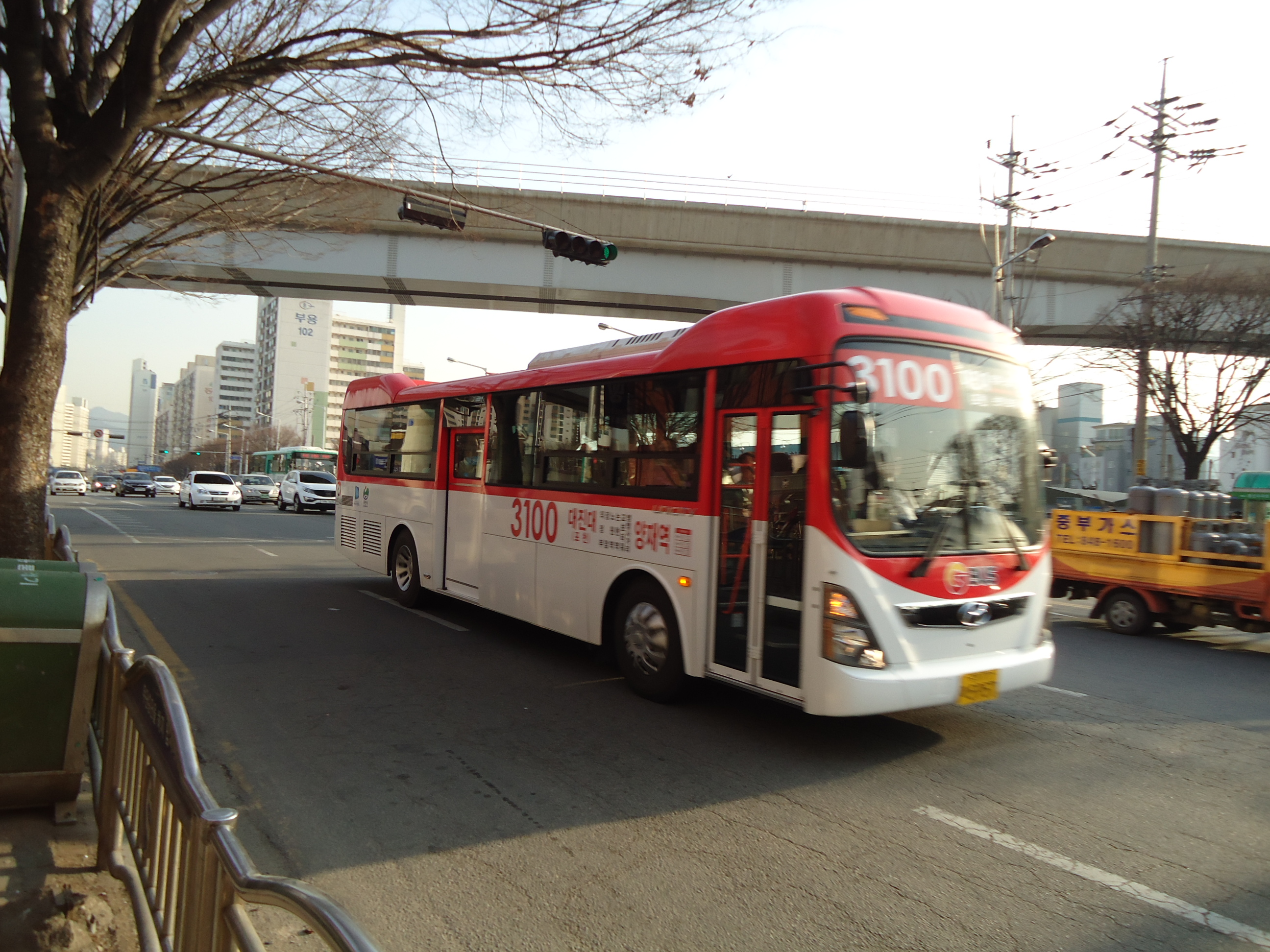
포천시내버스 3100번
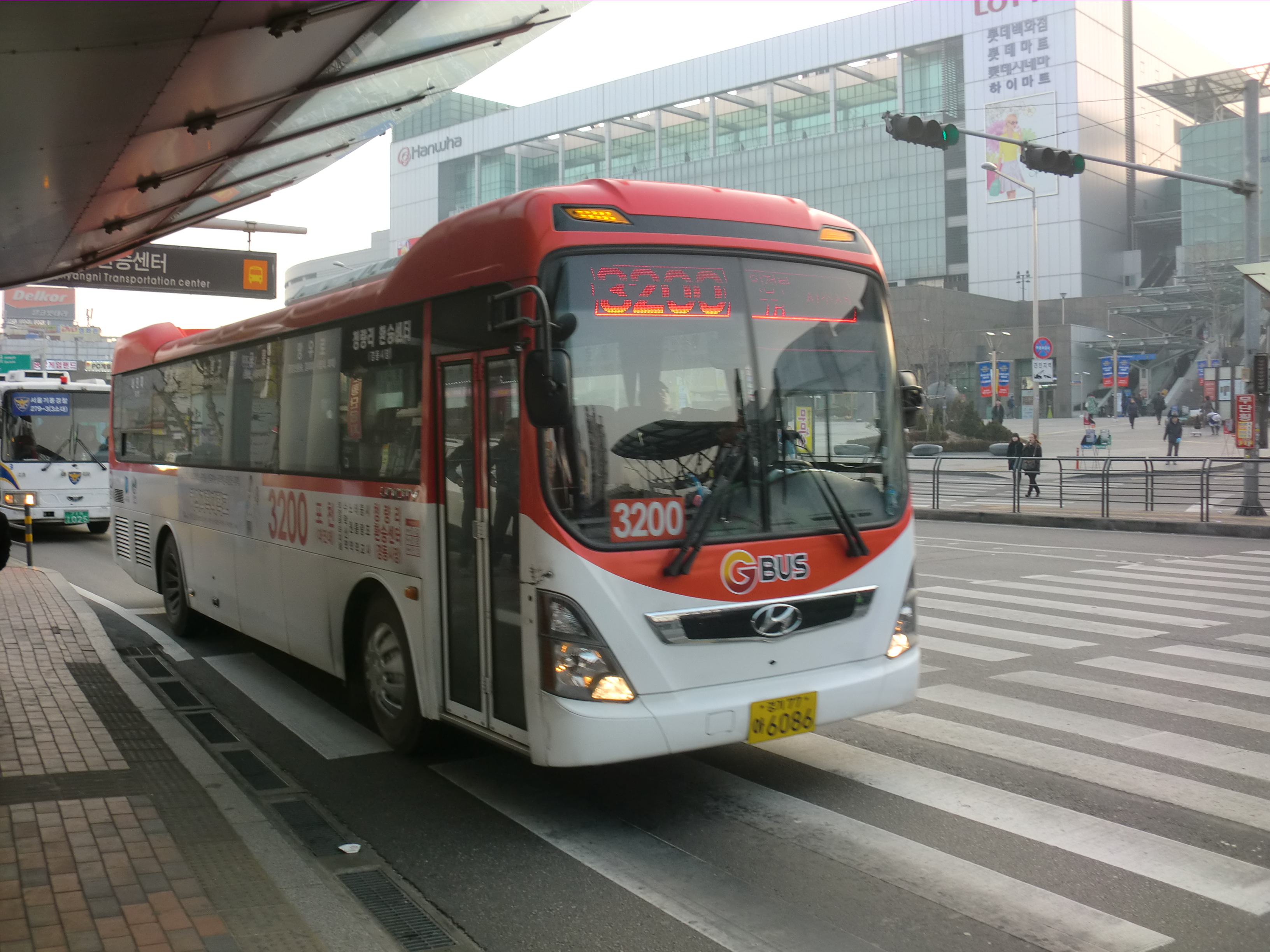
포천시내버스 3200번
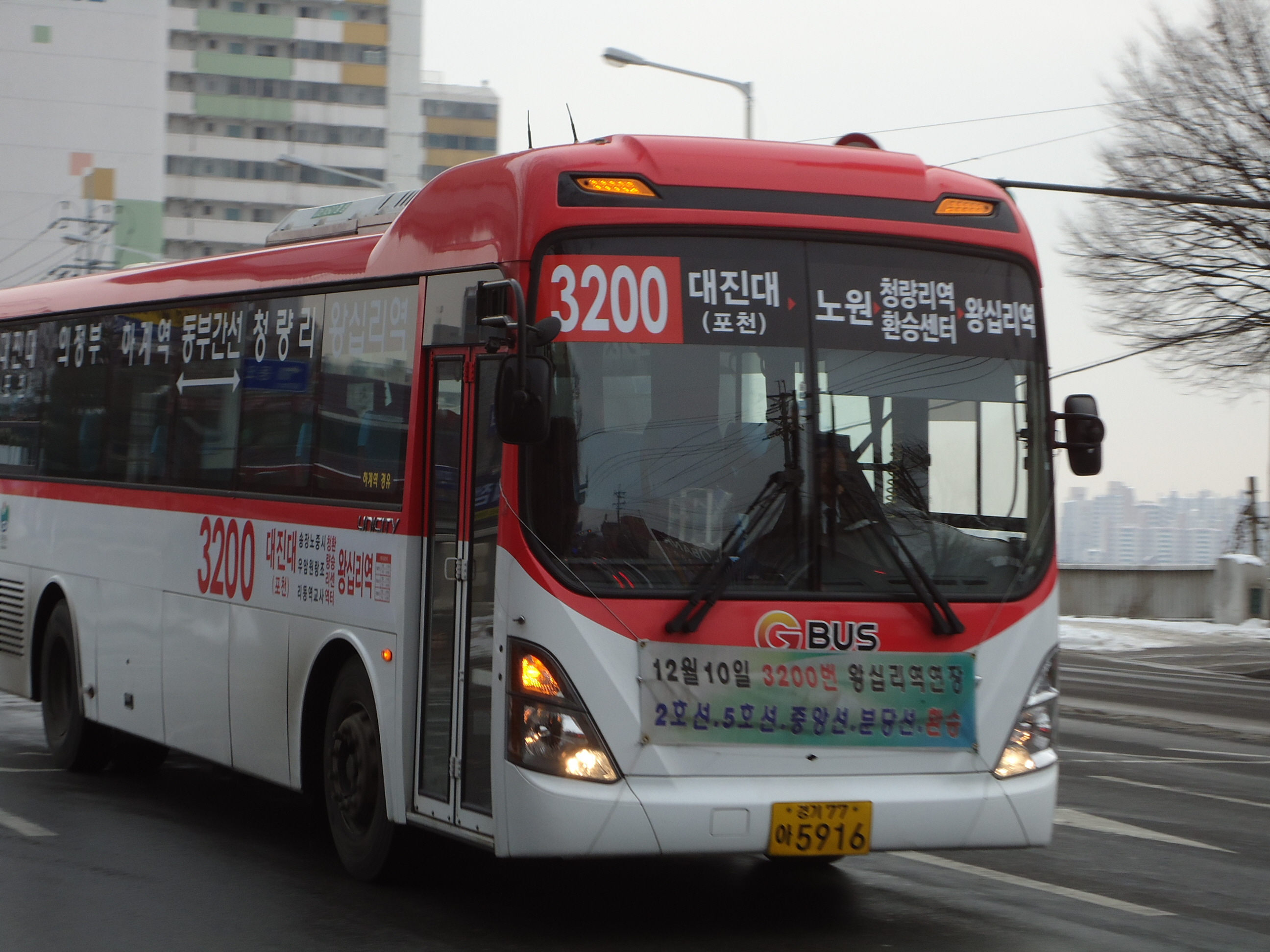
포천시내버스 3200번
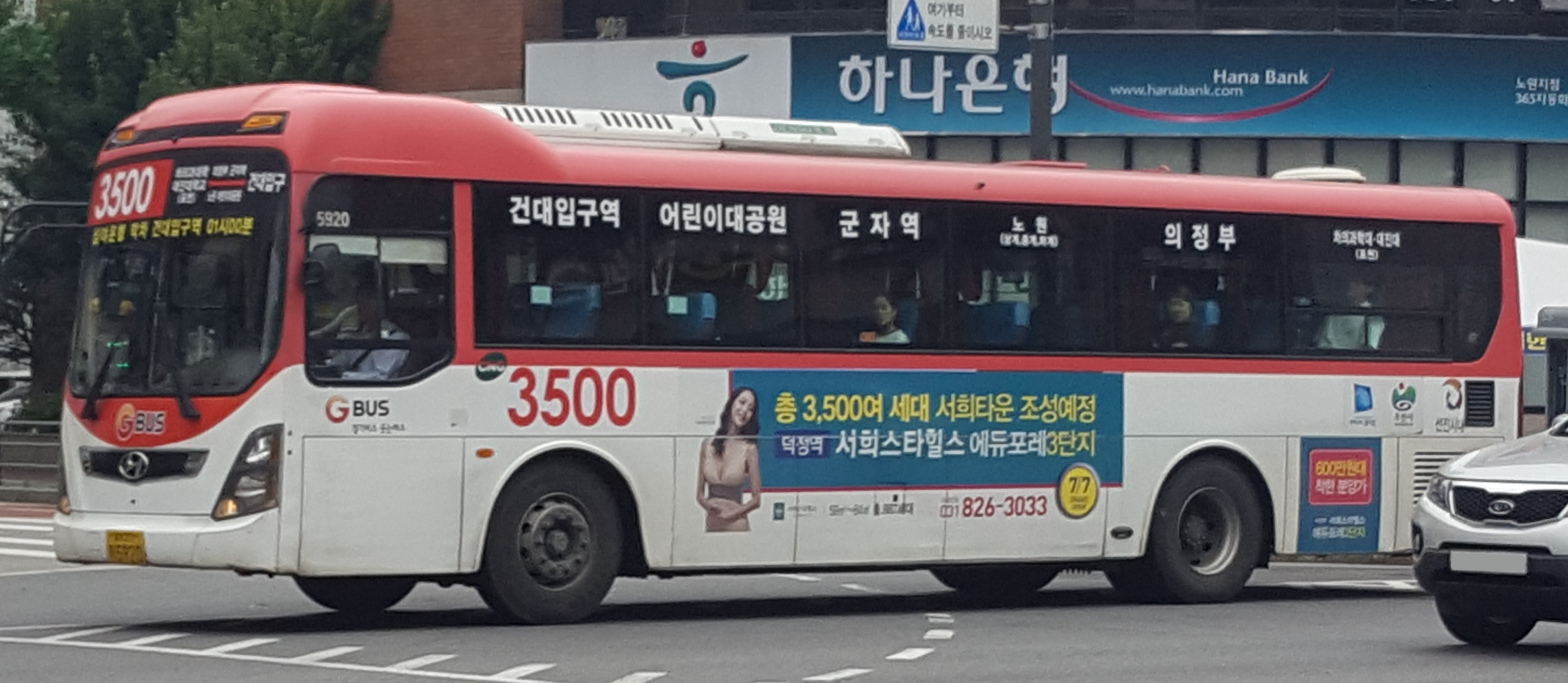
포천시내버스 3500번
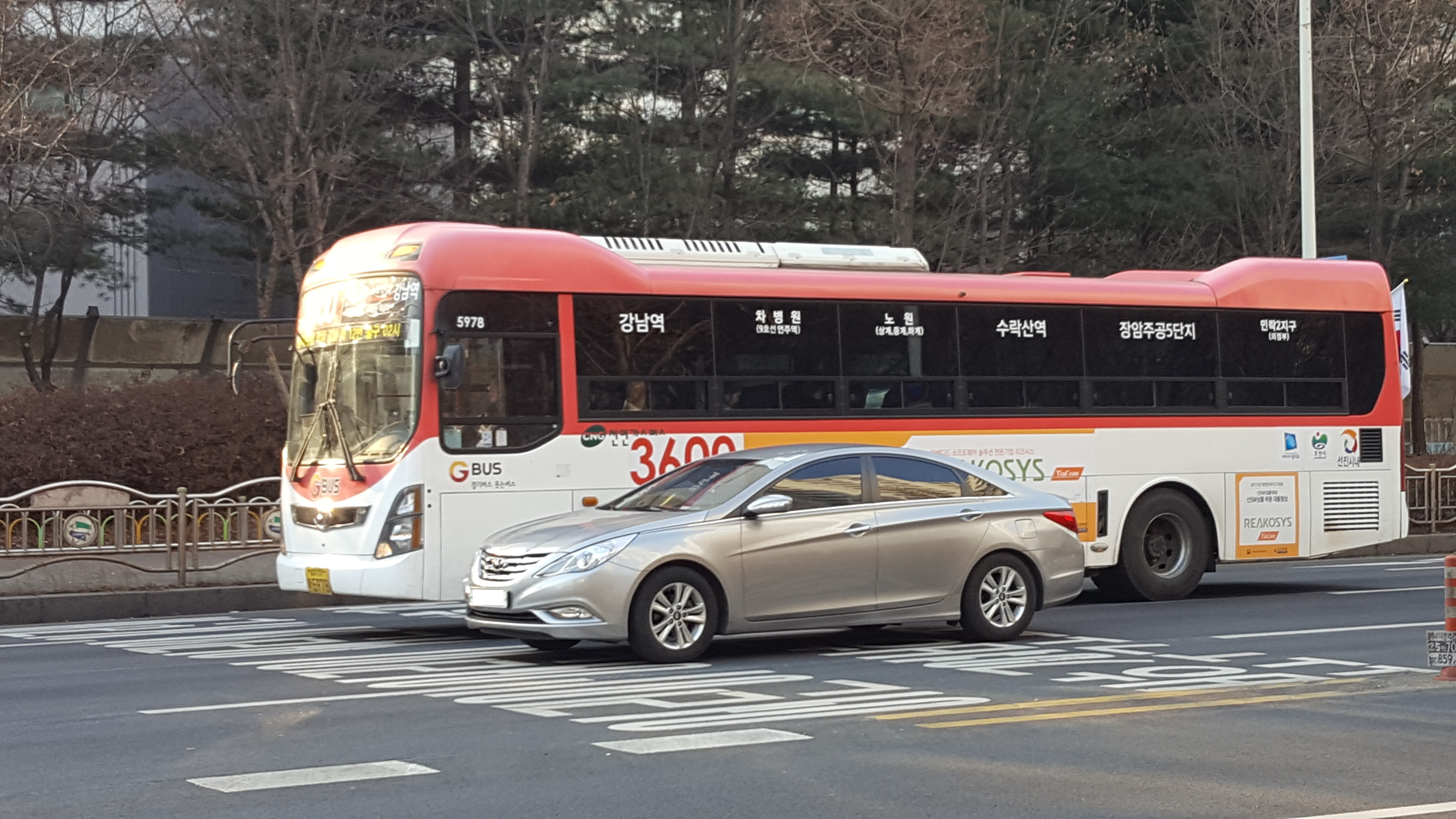
포천시내버스 3600번
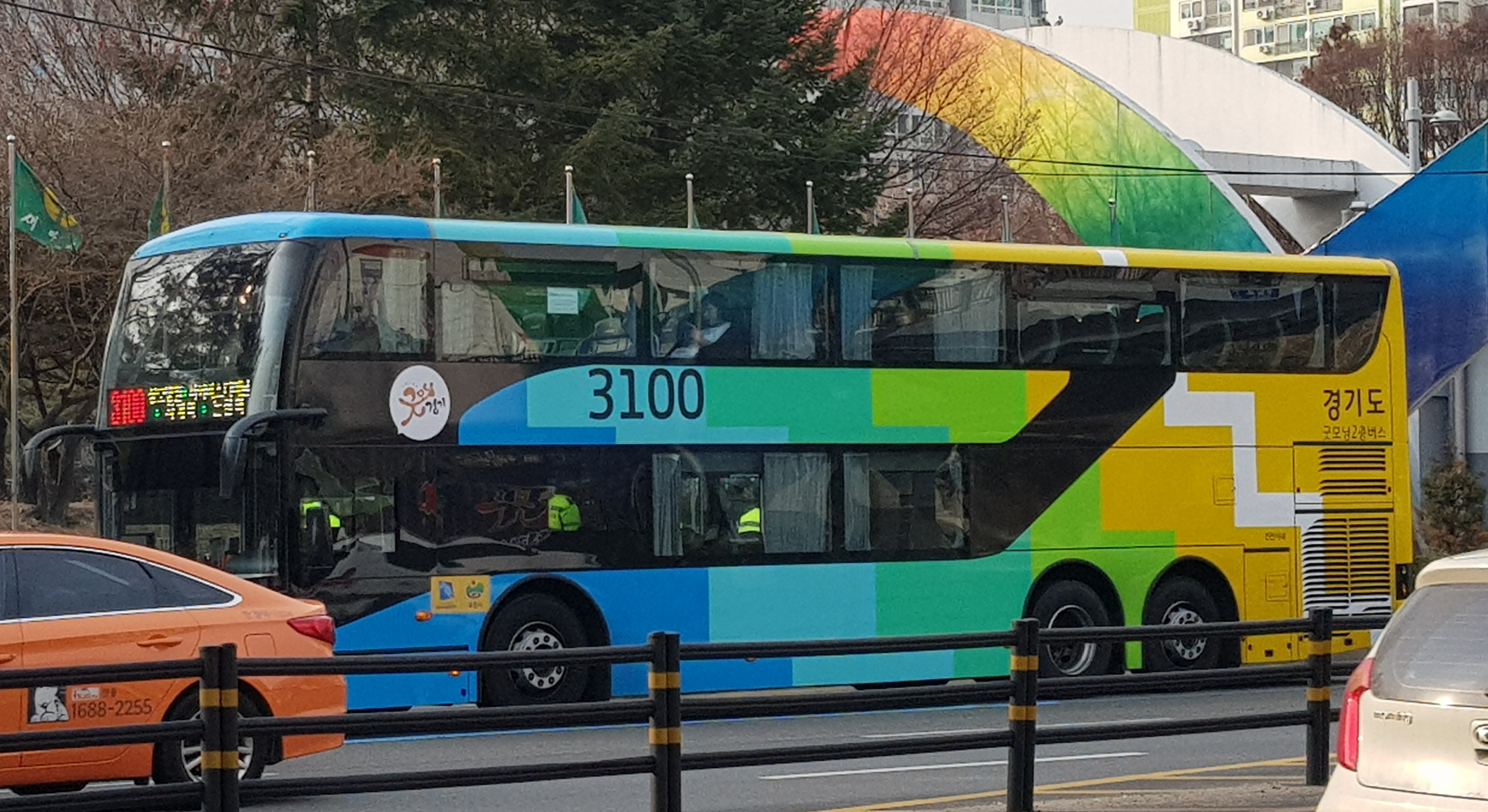
포천시내버스 3100번 2층버스